# Association Sportive de Monaco Football Club 2016-2017
Questa voce raccoglie le informazioni riguardanti l'Association Sportive de Monaco Football Club nelle competizioni ufficiali della stagione 2016-2017.

## Stagione

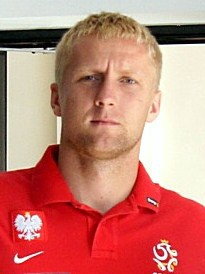
Il nazionale polacco Kamil Glik viene acquistato dal Monaco nella sessione estiva di calciomercato.

Nonostante il mancato raggiungimento del secondo posto in campionato che gli avrebbe permesso l'accesso diretto alla fase finale della Champions League (concluso al terzo piazzamento), la società monegasca conferma il portoghese Leonardo Jardim sulla panchina degli asémistes. Proprio per via della deludente stagione passata che la dirigenza decide di cambiare la strategia di mercato, che fino all'estate scorsa prevedeva la cessione degli elementi più brillanti ad alto prezzo, nonostante si trattasse di titolari, e di sostituirli con giovani di prospettiva: infatti nell'estate del 2016 la squadra del Principato si è dedicata soprattutto a conservare i suoi gioielli e acquistare giovani che abbiano raggiunto un certo numero di presenze con la prima squadra.
A dimostrazione di ciò vengono acquistati i giovani terzini Benjamin Mendy dai rivali del Marsiglia e Djibril Sidibé dal Lilla (per un accordo di 16 milioni più il prestito di Rony Lopes), il difensore dal Torino Kamil Glik, proveniente da un ottimo europeo, ed il ritorno dal prestito di Gabriel Boschilia, Abdou Diallo (entrambi dopo una stagione in Belgio), di Radamel Falcao dal Chelsea e di Valère Germain dal Nizza (quest'ultimo autore di 14 reti in maglia rossonera). Le uniche cessioni sono quelle del difensore Ricardo Carvalho (contratto non prolungato con il campione d'Europa), del centravanti Vágner Love all'Alanyaspor e del regista nonché capitano Jérémy Toulalan, passato al Bordeaux. Inoltre la cessione in prestito del giovane portiere Paul Nardi al Rennes consente l'acquisto dell'esperto Morgan De Sanctis dalla Roma.
La stagione inizia con il passaggio del terzo turno preliminare ai danni del Fenerbahçe: dopo un esordio amaro (sconfitta ad Istanbul 2-1 con rete di Falcao), allo Stade Louis II i goal di Germain (doppietta) e Falcao (calcio di rigore) mettono firma alla rimonta monegasca per 3-1. Il Monaco supera anche i play-off nonostante nei sorteggi abbiano pescato gli spagnoli del Villarreal di Pato: nella partita di andata la squadra orfana di Falcao (infortunato) si impone 2-1 al El Madrigal grazie alle reti di Fabinho su calcio di rigore e Bernardo Silva (su assist di Guido Carrillo), mentre nella partita di ritorno in terra amica vincono nuovamente per 1-0 grazie a un penalty assegnato negli ultimi minuti e trasformato da Fabinho. Questo risultato permette ai monegaschi di partecipare alla fase a gironi di Champions League come terza squadra francese, un traguardo per il campionato franco che mancava ormai da quattro anni. Nel sorteggio a Montecarlo viene posto nel girone E assieme a Bayer Leverkusen, Tottenham e CSKA Mosca.

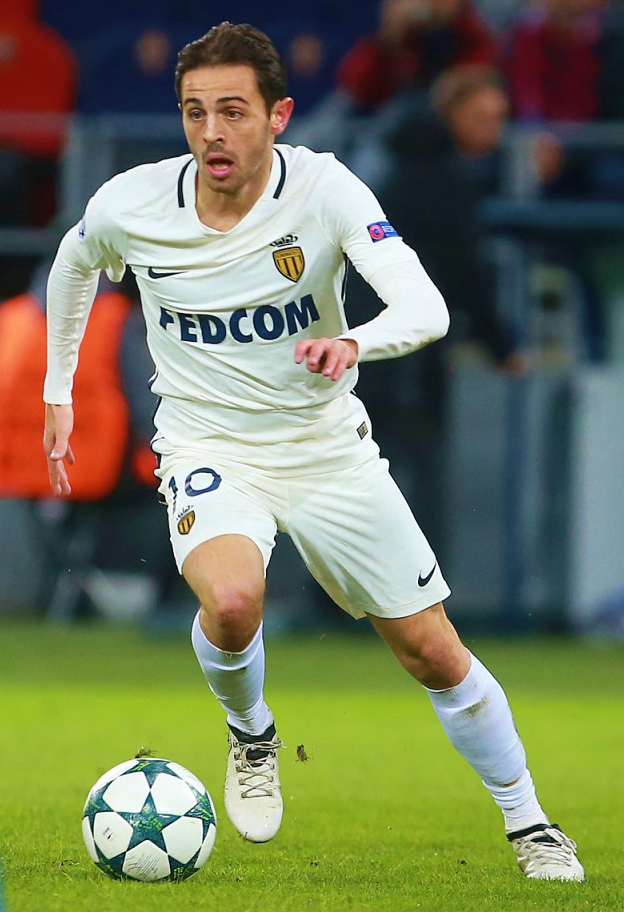
Bernardo Silva, protagonista in questo inizio stagione.

Il debutto in campionato avviene al Louis II contro il Guingamp. Gli ospiti nel primo tempo si sono portati sul duplice vantaggio grazie alle reti di Moustapha Diallo e Sloan Privat, ma nel secondo tempo la formazione di Jardim riesce a riequilibrare il punteggio nell'arco di dieci minuti, grazie alle reti di Fabinho su rigore e Bernardo Silva (subentrato al fresco vincitore d'Europa con la Nazionale U19 Kylian Mbappé, uscito per infortunio). La prima vittoria stagionale in Ligue 1 arriva la giornata successiva contro il Nantes allo stadio della Beaujoire grazie alla rete su calcio di punizione di Boschilia. La successiva vittoria in campionato nel big match contro il Paris SG per 3-1 con le reti di Joao Moutinho, Fabinho e autorete di Aurier su cross di Sidibé conduce i monegaschi al primo posto in Ligue 1 con 7 punti a pari merito di Guingamp e Nizza. Inoltre rappresenta anche l'ultima partita del Monaco nel mese di agosto, chiuso positivamente con 5 vittorie e un pareggio. Vince anche la successiva giornata, dopo la sosta per via delle partite delle nazionali, espugnando per 4-1 i rivali del Lilla con le reti di Sidibé su calcio di punizione, Noss Traoré su un rimpallo favorevole, Fabinho giunto alla quinta rete stagionale e l'ex granata Glik di testa, dopo essere stato protagonista di un salvataggio da un tiro a porta vuota.
Il 15 settembre i monegaschi volano a Londra per disputare la prima partita della fase a girone di Champions League contro il Tottenham nel Wembley Stadium. Dinnanzi a 85.000 spettatori, la squadra di Jardim si impone per 2-1 con le reti al sedicesimo minuto di Bernardo Silva e al trentunesimo di Thomas Lemar su assist di testa da parte del capitano Falcao, oltre all'importante salvataggio di Andrea Raggi a pochi metri dalla linea di porta ad inizio partita. Il 17 settembre, nella quinta giornata di campionato, il Monaco batte per 3-0 il Rennes grazie alla rete su colpo di testa di Falcao nel primo tempo e la doppietta di Lemar nei minuti di recupero del secondo. Questo risultato, assieme al complice pareggio del Nizza a Montpellier, permette alla squadra del Principato di stabilirsi al primo posto solitario in classifica con 13 punti, 13 reti fatte e 4 subite.
Un traguardo che dura solo per tre giorni, in quanto nello scontro diretto proprio contro il Nizza avvenuto nella sesta giornata di campionato (turno infrasettimanale), gli asémistes vengono battuti per 4-0 di cui si segnala la doppietta di Mario Balotelli e un rigore parato da Danijel Subašić sul nizzardo Alassane Pléa. In seguito a questa sconfitta i monegaschi si rifanno contro l'Angers (2-1 in rimonta) e soprattutto contro il Metz, dove allo Stadio Saint Symphorien il Monaco supera il record di vittoria più larga in trasferta di tutta la sua storia con un roboante 7-0 grazie alle reti di Lemar su un rimpallo favorevole, Valère Germain da fuori area, Bernardo Silva a seguito di un velo da parte di Carrillo, Fabinho su rigore, Guido Carrillo che sigla una doppietta e il neoentrato Gabriel Boschilia nei minuti finali.

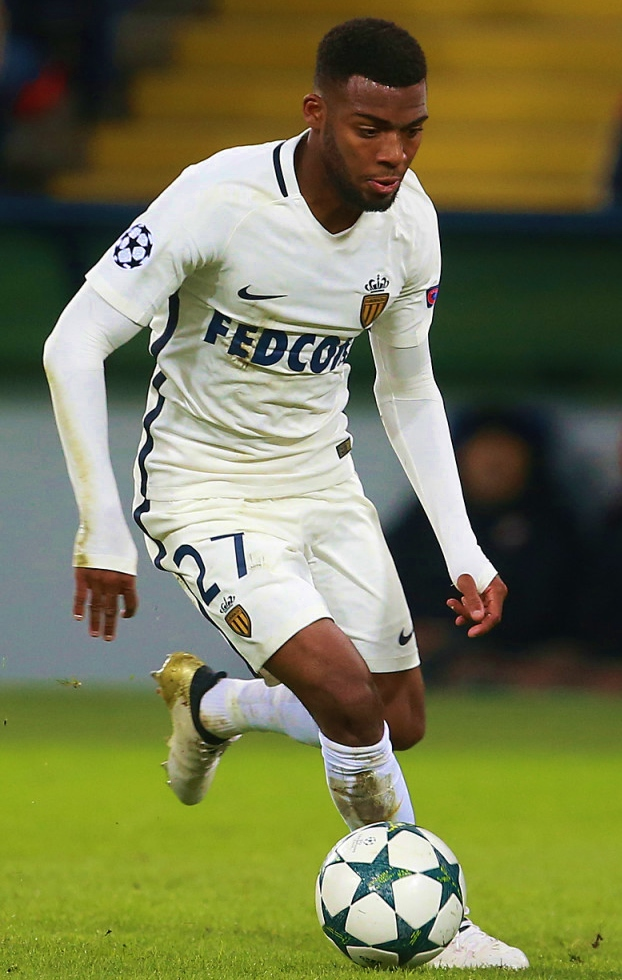
Thomas Lemar

Nella seconda giornata del girone di Champions League il Monaco ottiene un punto contro il Bayer Leverkusen allo Stade Louis II, che consente alla squadra di Jardim di mantenere la prima posizione in classifica sopra gli inglesi del Tottenham. Al Chicharito risponde Glik al 94º minuto: questo gol evita la prima sconfitta casalinga dei padroni di casa contro i tedeschi di Roger Schmidt. Nonostante la successiva sconfitta contro il Tolosa (3-1 per la squadra di Dupraz), i monegaschi sconfiggono a valanga il Montpellier per 6-2, con sei marcatori diversi tra cui il capitano Radamel Falcao su un rigore provocato da Mbappé, che segna una rete e fa anche un assist a Valere Germain. Tal vittoria garantisce ai monegaschi, per il mese di ottobre, di essere la prima società (assieme al Barcellona) per reti fatte (29) nei primi cinque campionati europei.
Un'altra vittoria eclatante avviene alla dodicesima giornata di campionato, battendo per 6-0 il Nancy con doppietta di Falcao e di Carrillo, oltre alle reti di Mbappé e di Fabinho. Ancora un altro successo avviene alla quarta giornata di Champions, nel ritorno al Louis II contro il CSKA Mosca, che all'andata ottenne un pareggio per 1-1, tramite una rete di Germain e una doppietta di Falcao nel 3-0 finale, per mezzo di qual punteggio il Monaco si classifica momentaneamente prima nel girone con 8 punti. La successiva vittoria contro il Tottenham ha permesso l'ottenimento del primo posto del girone con una giornata di anticipo. Negli ottavi incontra il Manchester City di Pep Guardiola. Termina il girone d'andata in campionato al secondo posto, dietro al Nizza. Nella Coupe de la Ligue raggiunge la finale contro il Paris SG, battendo 7-0 il Rennes, 4-3 ai calci di rigore il Sochaux e 1-0 il Nancy; nella Coupe de France batte l'Ajaccio e il Chambly, dovendo così sfidare il Marsiglia agli ottavi di finale.

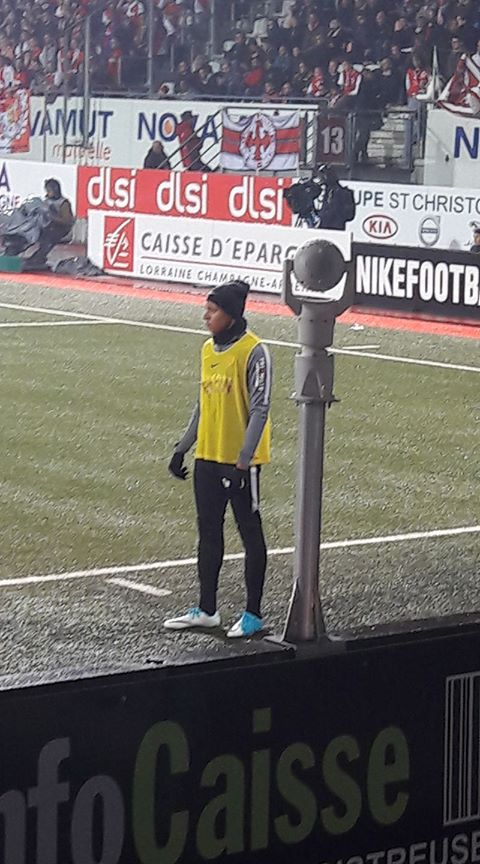
Kylian Mbappé, rivelazione della stagione.

Il girone di ritorno si apre con la vittoria per 4-1 contro il Marsiglia al Vélodrome (dopo il 4-0 sempre per gli asemistes al Louis II), con le reti di Lemar, Falcao e la doppietta di Bernardo Silva. Nelle successive giornate incontra prima il Paris SG, nella quale pareggia al parco dei Principi 1-1 con la rete in extremis del numero 10 Bernardo Silva, poi il Nizza, surclassato per 3-0 con una rete di Germain e una doppietta di El Tigre, ottenendo così il primo posto nella graduatoria e raggiungendo quota 100 reti in tutte le competizioni (unica squadra ad esserci riuscita solo nella prima settimana di febbraio assieme al Barcellona); la rete numero 100 è proprio di Falcao. Inoltre riesce a qualificarsi per i quarti di finale nei quale deve sfidare il Borussia Dortmund, grazie ad una rimonta dei monegaschi dopo il 5-3 subito dagli inglesi del Manchester City all'andata in trasferta (doppietta di Falcao e prima rete nella competizione del diciottenne Mbappé) in virtù dei gol subiti in casa. Nella partita di ritorno, infatti, la compagine priva di un infortunato Falcao e del diffidato Glik riesce ad imporsi allo Stade Louis II per 3-1 con le reti di Mbappé, Fabinho e Bakayoko. Nei quarti di finale pescano il Borussia Dortmund. Poche ore prima della partita a Dortmund, il pullman dei tedeschi è stato soggetto a delle esplosioni che ferirono Marc Bartra e causarono lo spostamento della partita al giorno successivo. Al Signal Iduna Park il Monaco si è imposto per 3-2 con una doppietta di Mbappé e un autogol di Bender (che ha sostituito Bartra), mentre nel Principato la squadra allenata da Jardim vince 3-1 con le reti di Mbappé, Falcao e Germain e ottengono così il passaggio alla semifinale di Champions League, un risultato che mancava ormai da 13 anni. Qui affrontarono la Juventus che riesce ad eliminare i monegaschi con un complessivo 4-1. Ciononostante il 17 maggio, con la vittoria nel recupero sul Saint-Étienne, il Monaco si laurea Campione di Francia e conquista il suo ottavo titolo nazionale dopo un girone di ritorno favoloso caratterizzato da imbattibilità, 12 vittorie consecutive, con un totale di 30 affermazioni, e soprattutto da 95 punti (record personale), 107 reti (media vicina alle tre reti a partita) e una differenza reti pari a 76. È la prima affermazione della squadra del Principato nel campionato a venti squadre, risalendo il suo ultimo successo alla stagione 1999-2000 in cui le partecipanti erano diciotto.

## Maglie e sponsor
Lo sponsor tecnico per la stagione 2016-2017 è Nike, mentre lo sponsor ufficiale è Fedcom. La prima maglia presenta le sue due metà diagonali rosse e bianche, il moderno collo a v ha una banda rossa sul retro, ed AS Monaco sulla schiena. I lati del kit sono caratterizzati da una striscia rossa che corre lungo la maglia e pantaloncini bianchi. Invece i calzoncini sono rossi. La seconda maglia è grigia con banda blu e calzoncini abbinati, ma i calzettoni blu.
| Casa | Trasferta | Terza divisa |

## Organigramma societario
Area direttiva
- Presidente: Dmitrij Rybolovlev
- Vicepresidente/Direttore generale: Vadim Vasilyev
- Direttore generale aggiunto: Nicolas Holveck
- Direttore generale amministrazione e finanze: Bruno Skropeta
- Direttore generale attività commerciali: Mathias Icard
- Presidente dell'associazione: Michel Aubery

Area organizzativa
- Segretario generale: Filips Dhondt
- Direttore dell'organizzazione e della sicurezza: Antoine Vion

Area marketing
- Direttore marketing: Bruno Skropeta

Area tecnica
- Direttore sportivo: Antonio Cordon
- Direttore centro di formazione: Bertrand Reuzeau
- Allenatore: Leonardo Jardim
- Allenatore in seconda: António Vieira
- Collaboratore tecnico: José Barros
- Collaboratore tecnico aggiunto: Andrea Butti
- Preparatori atletici: Nélson Caldeira, Carlo Spignoli
- Preparatore dei portieri: André Amitrano

Area sanitaria
- Medico sociale: Philippe Kuentz
- Fisioterapisti: Hervé Grolleau, Yannick Guillaumet

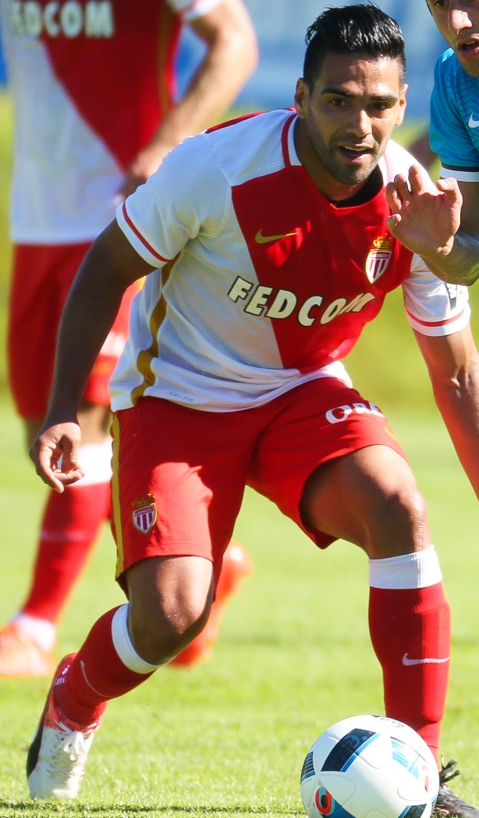
Radamel Falcao è il capitano del Monaco per la stagione 2016-2017.

## Rosa
| N. |                       | Ruolo | Calciatore            |
| -- | --------------------- | ----- | --------------------- |
| 1  | Croazia (bandiera)    | P     | Danijel Subašić       |
| 2  | Brasile (bandiera)    | D     | Fabinho               |
| 5  | Brasile (bandiera)    | D     | Jemerson              |
| 6  | Brasile (bandiera)    | D     | Jorge                 |
| 7  | Marocco (bandiera)    | C     | Nabil Dirar           |
| 8  | Portogallo (bandiera) | C     | João Moutinho         |
| 9  | Colombia (bandiera)   | A     | Radamel Falcao (C)    |
| 10 | Portogallo (bandiera) | C     | Bernardo Silva        |
| 11 | Argentina (bandiera)  | A     | Guido Carrillo        |
| 12 | Francia (bandiera)    | C     | Farès Bahlouli        |
| 12 | Camerun (bandiera)    | D     | Pierre-Daniel Nguinda |
| 13 | Francia (bandiera)    | A     | Corentin Tirard       |
| 14 | Francia (bandiera)    | C     | Tiémoué Bakayoko      |
| 16 | Italia (bandiera)     | P     | Morgan De Sanctis     |
| 17 | Portogallo (bandiera) | A     | Ivan Cavaleiro        |
| 18 | Francia (bandiera)    | A     | Valère Germain        |
| 19 | Francia (bandiera)    | D     | Djibril Sidibé        |
| 20 | Mali (bandiera)       | C     | Adama Traoré          |
| 21 | Nigeria (bandiera)    | D     | Elderson              |
| 23 | Francia (bandiera)    | D     | Benjamin Mendy        |
| 24 | Italia (bandiera)     | D     | Andrea Raggi          |

| N. |                           | Ruolo | Calciatore          |
| -- | ------------------------- | ----- | ------------------- |
| 25 | Polonia (bandiera)        | D     | Kamil Glik          |
| 26 | Brasile (bandiera)        | C     | Gabriel Boschilia   |
| 27 | Francia (bandiera)        | C     | Thomas Lemar        |
| 28 | Francia (bandiera)        | A     | Corentin Jean       |
| 29 | Francia (bandiera)        | A     | Kylian Mbappé       |
| 30 | Senegal (bandiera)        | P     | Seydou Sy           |
| 32 | Francia (bandiera)        | D     | Marcel Tisserand    |
| 34 | Francia (bandiera)        | D     | Abdou Diallo        |
| 35 | Francia (bandiera)        | D     | Kévin N'Doram       |
| 36 | Francia (bandiera)        | D     | Mehdi Beneddine     |
| 37 | Francia (bandiera)        | C     | Jonathan Mexique    |
| 38 | Mali (bandiera)           | D     | Almamy Touré        |
| 39 | Brasile (bandiera)        | A     | Vágner Love         |
| 40 | Francia (bandiera)        | P     | Loïc Badiashile     |
| 41 | Francia (bandiera)        | A     | Yhoan Andzouana     |
| 42 | Francia (bandiera)        | D     | Raphaël Diarra      |
| 43 | Francia (bandiera)        | C     | Dylan Beaulieu      |
| 44 | Belgio (bandiera)         | A     | Adrien Bongiovanni  |
| 45 | Costa d'Avorio (bandiera) | D     | Kouadio-Yves Dabila |
| 46 | Francia (bandiera)        | D     | Safwan Mbaé         |
| 47 | Francia (bandiera)        | C     | Tristan Muyumba     |

## Calciomercato

### Sessione estiva(dal 09/06 al 31/08)
| Acquisti | Acquisti              | Acquisti       | Acquisti                      |
| R.       | Nome                  | da             | Modalità                      |
| -------- | --------------------- | -------------- | ----------------------------- |
| P        | Morgan De Sanctis     |                | svincolato                    |
| D        | Dinis Almeida         |                | svincolato                    |
| D        | Abdou Diallo          | Zulte Waregem  | fine prestito                 |
| D        | Kamil Glik            | Torino         | definitivo (8 milioni €)      |
| D        | Benjamin Mendy        | O. Marsiglia   | definitivo (13+2,5 milioni €) |
| D        | Djibril Sidibé        | Lilla          | definitivo (16 milioni €)     |
| D        | Marcel Tisserand      | Tolosa         | fine prestito                 |
| C        | Youssef Aït Bennasser | Nancy          | definitivo (3 milioni €)      |
| C        | Dylan Bahamboula      | Paris FC       | fine prestito                 |
| C        | Gabriel Boschilia     | Standard Liegi | fine prestito                 |
| C        | Jessy Pi              | Troyes         | fine prestito                 |
| C        | Edgar Salli           | San Gallo      | fine prestito                 |
| A        | Radamel Falcao        | Chelsea        | fine prestito                 |
| A        | Valère Germain        | Nizza          | fine prestito                 |
| A        | Corentin Jean         | Troyes         | fine prestito                 |
| A        | Quentin Ngakoutou     | Evian TG       | fine prestito                 |
| A        | Irvin Cardona         | AS Monaco B    | contratto professionistico    |
| A        | Allan Saint-Maximin   | Hannover 96    | fine prestito                 |

| Cessioni | Cessioni              | Cessioni        | Cessioni                 |
| R.       | Nome                  | a               | Modalità                 |
| -------- | --------------------- | --------------- | ------------------------ |
| P        | Paul Nardi            | Rennes          | prestito                 |
| D        | Dinis Almeida         | Belenenses      | prestito                 |
| D        | Fábio Coentrão        | Real Madrid     | fine prestito            |
| D        | Ricardo Carvalho      |                 | svincolato               |
| D        | Raphaël Diarra        | Cercle Bruges   | prestito                 |
| D        | Elderson              | Standard Liegi  | prestito                 |
| D        | Marcel Tisserand      | Ingolstadt 04   | definitivo (3 milioni €) |
| D        | Wallace               | Braga           | fine prestito            |
| C        | Youssef Aït Bennasser | Nancy           | prestito                 |
| C        | Dylan Bahamboula      | Digione         | definitivo               |
| C        | Ivan Cavaleiro        | Wolverhampton   | definitivo (8 milioni €) |
| C        | Gil Dias              | Rio Ave         | prestito                 |
| C        | Marcos Lopes          | Lilla           | rinnovo prestito         |
| C        | Jonathan Mexique      | Red Star        | prestito                 |
| C        | Delvin Ndinga         | Lokomotiv Mosca | riscatto cartellino      |
| C        | Mario Pašalić         | Chelsea         | fine prestito            |
| C        | Jessy Pi              | Tolosa          | definitivo (700.000 €)   |
| C        | Edgar Salli           |                 | svincolato               |
| C        | Jérémy Toulalan       |                 | svincolato               |
| A        | Farès Bahlouli        | Standard Liegi  | prestito                 |
| A        | Ilyes Chaïbi          | Ajaccio         | prestito                 |
| A        | Hélder Costa          | Benfica         | fine prestito            |
| A        | Vágner Love           | Antalyaspor     | definitivo               |
| A        | Allan Saint-Maximin   | Bastia          | prestito                 |
| A        | Lacina Traoré         | CSKA Mosca      | prestito                 |

### Sessione invernale(dal 01/01 al 31/01)
| Acquisti | Acquisti         | Acquisti       | Acquisti      |
| R.       | Nome             | da             | Modalità      |
| -------- | ---------------- | -------------- | ------------- |
| P        | Paul Nardi       | Rennes         | fine prestito |
| D        | Elderson         | Standard Liegi | fine prestito |
| C        | Franco Antonucci | Ajax           | definitivo    |
| A        | Farès Bahlouli   | Standard Liegi | fine prestito |

| Cessioni | Cessioni        | Cessioni       | Cessioni                   |
| R.       | Nome            | a              | Modalità                   |
| -------- | --------------- | -------------- | -------------------------- |
| P        | Paul Nardi      | Cercle Brugge  | prestito                   |
| D        | Elderson        | Sporting Gijón | prestito                   |
| C        | Mehdi Beneddine | Cercle Brugge  | prestito                   |
| C        | Adama Traorè    | Rio Ave        | prestito                   |
| A        | Farès Bahlouli  | Lilla          | definitivo (3,5 milioni €) |
| A        | Tafsir Chérif   | Cercle Brugge  | prestito                   |
| A        | Corentin Jean   | Tolosa         | prestito                   |

## Risultati

### Ligue 1

#### Girone d'andata
| Arbitro: | Miguelgorry |

|                              |           |                       |
| Fabinho 71’ (rig.) Silva 84’ | Marcatori | 29’ Diallo 37’ Privat |

| Arbitro: | Lannoy |

|  |           |               |
|  | Marcatori | 25’ Boschilia |

| Arbitro: | Buquet |

|                                                     |           |            |
| Moutinho 13’ Fabinho 45+2’ (rig.) Aurier 80’ (aut.) | Marcatori | 63’ Cavani |

| Arbitro: | Chapron |

|                |           |                                           |
| Palmieri 90+1’ | Marcatori | 2’ Sidibé 17’ Traoré 48’ Fabinho 71’ Glik |

| Arbitro: | Schneider |

|                             |           |  |
| Falcao 42’ Lemar 90’, 90+2’ | Marcatori |  |

| Arbitro: | Bastien |

|                                        |           |  |
| Baysse 17’ Balotelli 30’, 68’ Pléa 86’ | Marcatori |  |

| Arbitro: | Miguelgorry |

|                              |           |              |
| Glik 66’ Nwakaeme 75’ (aut.) | Marcatori | 56’ Diedhiou |

| Arbitro: | Thual |

|  |           |                                                                            |
|  | Marcatori | 8’ Lemar 23’ Germain 40’ Silva 68’ Fabinho 72’, 83’ Carrillo 89’ Boschilia |

| Arbitro: | Jaffredo |

|                                |           |            |
| Trejo 65’ Braithwaite 83’, 87’ | Marcatori | 3’ Germain |

| Arbitro: | Delerue |

|                                                                            |           |                           |
| Falcao 36’ (rig.) Mbappé 49’ Jemerson 64’ Germain 76’ Lemar 76’ Traoré 90’ | Marcatori | 10’, 61’ (rig.) Boudebouz |

| Arbitro: | Buquet |

|            |           |         |
| Perrin 18’ | Marcatori | 5’ Glik |

| Arbitro: | Letexier |

|                                                                          |           |  |
| Falcao 25’, 30’ (rig.) Mbappé 65’ Carrillo 87’, 90+2’ Fabinho 90’ (rig.) | Marcatori |  |

| Arbitro: | Fautrel |

|  |           |                                      |
|  | Marcatori | 64’ Falcao 67’ Lemar 90+3’ Boschilia |

| Arbitro: | Turpin |

|                                               |           |  |
| Boschilia 23’ Germain 29’, 39’ Carrillo 90+1’ | Marcatori |  |

| Arbitro: | Chapron |

|                 |           |              |
| Sammaritano 87’ | Marcatori | 17’ Carrillo |

| Arbitro: | Millot |

|                                                   |           |  |
| Mbappé 10’ Lemar 66’ Falcao 68’, 73’ Carrillo 79’ | Marcatori |  |

| Arbitro: | Bastien |

|  |           |                                      |
|  | Marcatori | 2’ Sidibé 4’, 50’, 64’ (rig.) Falcao |

| Arbitro: | Buquet |

|              |           |                                        |
| Bakayoko 70’ | Marcatori | 29’ Ghezzal 65’ Valbuena 87’ Lacazette |

| Arbitro: | Varela |

|                                |           |              |
| Falcao 48’ (rig.) Bakayoko 76’ | Marcatori | 90+2’ Bazile |

#### Girone di ritorno
| Arbitro: | Turpin |

|             |           |                                     |
| Rolando 29’ | Marcatori | 16’ Lemar 21’ Falcao 45’, 57’ Silva |

| Arbitro: | Delerue |

|                                     |           |  |
| Boschilia 24’, 29’ Germain 38’, 60’ | Marcatori |  |

| Arbitro: | Schneider |

|                   |           |             |
| Cavani 81’ (rig.) | Marcatori | 90+2’ Silva |

| Arbitro: | Bastien |

|                             |           |  |
| Germain 47’ Falcao 60’, 81’ | Marcatori |  |

| Arbitro: | Lesage |

|            |           |                     |
| Hilton 47’ | Marcatori | 16’ Glik 20’ Mbappé |

| Arbitro: | Thual |

|                                     |           |  |
| Mbappé 8’, 21’, 50’ Falcao 11’, 55’ | Marcatori |  |

| Arbitro: | Turpin |

|            |           |           |
| Diallo 19’ | Marcatori | 52’ Silva |

| Arbitro: | Delerue |

|           |           |                             |
| Didot 90’ | Marcatori | 24’ Glik 86’ (rig.) Fabinho |

| Arbitro: | Lesage |

|                                                 |           |  |
| Mbappé 4’, 45+1’ Germain 43’ Fabinho 59’ (rig.) | Marcatori |  |

| Arbitro: | Buquet |

|                         |           |           |
| Mbappé 68’ Moutinho 74’ | Marcatori | 84’ Rolán |

| Arbitro: | Gautier |

|  |           |                                    |
|  | Marcatori | 13’, 81’ Mbappé 49’ (rig.) Fabinho |

| Arbitro: | Turpin |

|                          |           |  |
| Mbappé 20’ Germain 90+3’ | Marcatori |  |

| Arbitro: | Varela |

|  |           |            |
|  | Marcatori | 61’ Falcao |

| Arbitro: | Miguelgorry |

|                      |           |              |
| Dirar 69’ Falcao 81’ | Marcatori | 42’ Varrault |

| Arbitro: | Bastien |

|             |           |                       |
| Tousart 51’ | Marcatori | 36’ Falcao 44’ Mbappé |

| Arbitro: | Lesage |

|                               |           |              |
| Glik 49’ Mbappé 64’ Lemar 75’ | Marcatori | 46’ Toivonen |

| Arbitro: | Buquet |

|  |           |                                      |
|  | Marcatori | 3’ (aut.) Badila 40’ Silva 86’ Lemar |

| Arbitro: | Bastien |

|                                            |           |  |
| Falcao 6’, 68’ Silva 45’ Alonso 88’ (aut.) | Marcatori |  |

| Arbitro: | Ennjimi |

|                            |           |                                    |
| Diakhaby 69’ (rig.), 90+2’ | Marcatori | 43’ Fabinho 47’ Jemerson 78’ Jorge |

### Coupe de France

#### Fase a eliminazione diretta
| Arbitro: | Desiage |

|                        |           |                    |
| Falcao 19’ Germain 66’ | Marcatori | 65’ (rig.) Cavalli |

| Arbitro: | Hamel |

|                                                |           |                                                        |
| Soubervie 57’, 90+3’ Gendrey 81’ Padovani 111’ | Marcatori | 17’ Carillo 35’ Lemar 48’ Mbappé 96’ N'Doram 103’ Glik |

| Arbitro: | Millot |

|                             |           |                                               |
| Payet 43’ Cabella 84’, 111’ | Marcatori | 19’ Moutinho 66’ Mbappé 104’ Mendy 113’ Lemar |

| Arbitro: | Chapron |

|                  |           |                |
| Germain 35’, 45’ | Marcatori | 90+4’ El Ghazi |

| Arbitro: | Turpin |

|                                                                   |           |  |
| Draxler 26’ Cavani 31’ Mbae 50’ (aut.) Matuidi 52’ Marquinhos 90’ | Marcatori |  |

### Coupe de la Ligue
| Arbitro: | Schneider |

|                                                                    |           |  |
| Mbappé 11’, 21’, 63’ Boschilia 35’, 79’ Jean 83’ Cavaré 84’ (aut.) | Marcatori |  |

| Arbitro: | Lesage |

|                                              |                      |                                      |
| Andriatsima 17’                              | Marcatori            | 84’ Moutinho                         |
| Andriatsima Robinet Ilaimaharitra Ramaré Sao | Tiri di rigore 3 – 4 | Falcao Moutinho Glik Sidibé Carrillo |

| Arbitro: | Buquet |

|              |           |  |
| Falcao 45+2’ | Marcatori |  |

| Arbitro: | Schneider |

|           |           |                                         |
| Lemar 27’ | Marcatori | 4’ Draxler 44’ Di María 54’, 90’ Cavani |

### Champions League

#### Turni preliminari
| Arbitro: | Manzano |

|                  |           |            |
| Emenike 39’, 61’ | Marcatori | 42’ Falcao |

| Arbitro: | Soares Dias |

|                                   |           |             |
| Germain 2’, 65’ Falcao 18’ (rig.) | Marcatori | 53’ Emenike |

| Arbitro: | Brych |

|          |           |                             |
| Pato 36’ | Marcatori | 3’ (rig.) Fabinho 72’ Silva |

| Arbitro: | Eriksson |

|                      |           |  |
| Fabinho 90+1’ (rig.) | Marcatori |  |

#### Fase a gironi
| Arbitro: | Rocchi |

|                    |           |                     |
| Alderweireld 45+1’ | Marcatori | 15’ Silva 31’ Lemar |

| Arbitro: | Borbalán |

|            |           |                |
| Glik 90+5’ | Marcatori | 73’ Chicharito |

| Arbitro: | Strömbergsson |

|            |           |           |
| Traoré 34’ | Marcatori | 87’ Silva |

| Arbitro: | Jug |

|                             |           |  |
| Germain 13’ Falcao 29’, 41’ | Marcatori |  |

| Arbitro: | Kuipers |

|                      |           |                 |
| Sidibé 48’ Lemar 53’ | Marcatori | 52’ (rig.) Kane |

| Arbitro: | Mažeika |

|                                               |           |  |
| Jurčenko 30’ Brandt 48’ De Sanctis 82’ (aut.) | Marcatori |  |

#### Fase a eliminazione diretta
| Arbitro: | Lahoz |

|                                                  |           |                            |
| Sterling 28’ Agüero 58’, 71’ Stones 77’ Sané 82’ | Marcatori | 32’, 61’ Falcao 40’ Mbappé |

| Arbitro: | Rocchi |

|                                    |           |          |
| Mbappé 8’ Fabinho 29’ Bakayoko 77’ | Marcatori | 71’ Sané |

| Arbitro: | Orsato |

|                        |           |                                   |
| Dembélé 57’ Kagawa 84’ | Marcatori | 19’, 79’ Mbappé 35’ (aut.) Bender |

| Arbitro: | Skomina |

|                                  |           |          |
| Mbappé 3’ Falcao 17’ Germain 81’ | Marcatori | 48’ Reus |

| Arbitro: | Lahoz |

|  |           |                  |
|  | Marcatori | 29’, 59’ Higuaín |

| Arbitro: | Kuipers |

|                              |           |            |
| Mandžukić 33’ Dani Alves 44’ | Marcatori | 69’ Mbappé |

## Statistiche

### Statistiche di squadra
| Competizione      | Punti | In casa | In casa | In casa | In casa | In casa | In casa | In trasferta | In trasferta | In trasferta | In trasferta | In trasferta | In trasferta | Totale | Totale | Totale | Totale | Totale | Totale | DR  |
| Competizione      | Punti | G       | V       | N       | P       | Gf      | Gs      | G            | V            | N            | P            | Gf           | Gs           | G      | V      | N      | P      | Gf     | Gs     | DR  |
| ----------------- | ----- | ------- | ------- | ------- | ------- | ------- | ------- | ------------ | ------------ | ------------ | ------------ | ------------ | ------------ | ------ | ------ | ------ | ------ | ------ | ------ | --- |
| Ligue 1           | 95    | 19      | 17      | 1       | 1       | 63      | 13      | 19           | 13           | 4            | 2            | 44           | 18           | 38     | 30     | 5      | 3      | 107    | 31     | +76 |
| Coupe de France   | -     | 2       | 2       | 0       | 0       | 4       | 2       | 3            | 2            | 0            | 1            | 9            | 12           | 5      | 4      | 0      | 1      | 13     | 14     | -1  |
| Coupe de la Ligue | -     | 2       | 2       | 0       | 0       | 8       | 0       | 1            | 0            | 1            | 0            | 1            | 1            | 4      | 2      | 1      | 1      | 10     | 5      | +5  |
| Champions League  | -     | 8       | 6       | 1       | 1       | 16      | 7       | 8            | 3            | 1            | 4            | 13           | 17           | 16     | 9      | 2      | 5      | 29     | 24     | +5  |
| Totale            | -     | 31      | 27      | 2       | 2       | 91      | 22      | 31           | 18           | 6            | 7            | 67           | 48           | 63     | 45     | 8      | 10     | 159    | 74     | +85 |

### Andamento in campionato
| Giornata  | 1 | 2 | 3 | 4 | 5 | 6 | 7 | 8 | 9 | 10 | 11 | 12 | 13 | 14 | 15 | 16 | 17 | 18 | 19 | 20 | 21 | 22 | 23 | 24 | 25 | 26 | 27 | 28 | 29 | 30 | 31 | 32 | 33 | 34 | 35 | 36 | 37 | 38 |
| --------- | - | - | - | - | - | - | - | - | - | -- | -- | -- | -- | -- | -- | -- | -- | -- | -- | -- | -- | -- | -- | -- | -- | -- | -- | -- | -- | -- | -- | -- | -- | -- | -- | -- | -- | -- |
| Luogo     | C | T | C | T | C | T | C | T | T | C  | T  | C  | T  | C  | T  | C  | T  | C  | C  | T  | C  | T  | C  | T  | C  | T  | T  | C  | C  | T  | C  | T  | C  | T  | C  | T  | C  | T  |
| Risultato | N | V | V | V | V | P | V | V | P | V  | N  | V  | V  | V  | N  | V  | V  | P  | V  | V  | V  | N  | V  | V  | V  | N  | V  | V  | V  | V  | V  | V  | V  | V  | V  | V  | V  | V  |
| Posizione | 9 | 6 | 2 | 1 | 1 | 3 | 2 | 2 | 3 | 2  | 2  | 2  | 2  | 2  | 3  | 2  | 2  | 2  | 2  | 1  | 1  | 1  | 1  | 1  | 1  | 1  | 1  | 1  | 1  | 1  | 1  | 1  | 1  | 1  | 1  | 1  | 1  | 1  |

Fonte:  Classements, su lfp.fr, LFP.
Legenda:

Luogo: C = Casa; T = Trasferta. Risultato: V = Vittoria; N = Pareggio; P = Sconfitta.

### Statistiche dei giocatori
| Giocatore      | Ligue 1  | Ligue 1 | Ligue 1     | Ligue 1    | Coupe de France Coupe de la Ligue | Coupe de France Coupe de la Ligue | Coupe de France Coupe de la Ligue | Coupe de France Coupe de la Ligue | Champions League | Champions League | Champions League | Champions League | Totale   | Totale | Totale      | Totale     |
| Giocatore      | Presenze | Reti    | Ammonizioni | Espulsioni | Presenze                          | Reti                              | Ammonizioni                       | Espulsioni                        | Presenze         | Reti             | Ammonizioni      | Espulsioni       | Presenze | Reti   | Ammonizioni | Espulsioni |
| -------------- | -------- | ------- | ----------- | ---------- | --------------------------------- | --------------------------------- | --------------------------------- | --------------------------------- | ---------------- | ---------------- | ---------------- | ---------------- | -------- | ------ | ----------- | ---------- |
| Y. Andzouana   | -        | -       | -           | -          | 1+0                               | 0                                 | 0                                 | 0                                 | -                | -                | -                | -                | 1        | 0      | 0           | 0          |
| F. Antonucci   | -        | -       | -           | -          | -                                 | -                                 | -                                 | -                                 | -                | -                | -                | -                | -        | -      | -           | -          |
| L. Badiashile  | 1        | -2      | 0           | 0          | 0                                 | 0                                 | 0                                 | 0                                 | 1                | -2               | 0                | 0                | 2        | -4     | 0           | 0          |
| F. Bahlouli    | -        | -       | -           | -          | -                                 | -                                 | -                                 | -                                 | -                | -                | -                | -                | -        | -      | -           | -          |
| T. Bakayoko    | 32       | 2       | 2           | 1          | 1+4                               | 0                                 | 0                                 | 0                                 | 14               | 1                | 3                | 0                | 51       | 3      | 5           | 1          |
| D. Beaulieu    | -        | -       | -           | -          | 1+0                               | 0                                 | 0                                 | 0                                 | -                | -                | -                | -                | 1        | 0      | 0           | 0          |
| M. Beneddine   | -        | -       | -           | -          | -                                 | -                                 | -                                 | -                                 | -                | -                | -                | -                | -        | -      | -           | -          |
| A. Bongiovanni | -        | -       | -           | -          | 1+0                               | 0                                 | 0                                 | 0                                 | -                | -                | -                | -                | 1        | 0      | 0           | 0          |
| G. Boschilia   | 11       | 6       | 1           | 0          | 2+1                               | 0+2                               | 0                                 | 0                                 | 2                | 0                | 1                | 0                | 16       | 8      | 2           | 0          |
| I. Cardona     | 3        | 0       | 0           | 0          | 3+1                               | 0                                 | 0                                 | 0                                 | -                | -                | -                | -                | 7        | 0      | 0           | 0          |
| G. Carrillo    | 19       | 7       | 0           | 0          | 2+2                               | 1+0                               | 0                                 | 0                                 | 8                | 0                | 0                | 0                | 31       | 8      | 0           | 0          |
| I. Cavaleiro   | 2        | 0       | 0           | 0          | -                                 | -                                 | -                                 | -                                 | 1                | 0                | 0                | 0                | 3        | 0      | 0           | 0          |
| K. Dabila      | -        | -       | -           | -          | 1+0                               | 0                                 | 0                                 | 0                                 | -                | -                | -                | -                | 1        | 0      | 0           | 0          |
| M. De Sanctis  | 1        | -1      | 0           | 0          | 5+0                               | -14                               | 0                                 | 0                                 | 2                | -3               | 0                | 0                | 8        | -18    | 0           | 0          |
| A. Diallo      | 5        | 0       | 0           | 0          | 4+1                               | 0                                 | 1+0                               | 0                                 | 1                | 0                | 0                | 0                | 11       | 0      | 1           | 0          |
| R. Diarra      | -        | -       | -           | -          | -                                 | -                                 | -                                 | -                                 | -                | -                | -                | -                | -        | -      | -           | -          |
| N. Dirar       | 18       | 1       | 2           | 0          | 2+2                               | 0                                 | 1+0                               | 0                                 | 11               | 0                | 1                | 0                | 33       | 1      | 4           | 0          |
| Elderson       | 0        | 0       | 0           | 0          | -                                 | -                                 | -                                 | -                                 | -                | -                | -                | -                | 0        | 0      | 0           | 0          |
| Fabinho        | 37       | 9       | 8           | 0          | 4+1                               | 0                                 | 1+0                               | 0                                 | 13               | 3                | 6                | 0                | 55       | 12     | 15          | 0          |
| R. Falcao      | 29       | 21      | 2           | 0          | 2+2                               | 1+1                               | 0                                 | 0                                 | 10               | 7                | 4                | 0                | 43       | 30     | 6           | 0          |
| V. Germain     | 36       | 10      | 0           | 0          | 5+3                               | 3+0                               | 0                                 | 0                                 | 16               | 4                | 2                | 0                | 60       | 17     | 2           | 0          |
| K. Glik        | 36       | 6       | 6           | 0          | 1+3                               | 1+0                               | 0+1                               | 0                                 | 13               | 1                | 3                | 0                | 53       | 8      | 10          | 0          |
| C. Jean        | 2        | 0       | 1           | 0          | 0+2                               | 0+1                               | 0+1                               | 0                                 | 1                | 0                | 0                | 0                | 5        | 1      | 2           | 0          |
| Jemerson       | 34       | 2       | 8           | 1          | 2+3                               | 0                                 | 0                                 | 0                                 | 15               | 0                | 4                | 0                | 54       | 2      | 12          | 1          |
| Jorge          | 2        | 1       | 0           | 0          | 3+0                               | 0                                 | 1+0                               | 0                                 | -                | -                | -                | -                | 5        | 1      | 1           | 0          |
| T. Lemar       | 34       | 9       | 1           | 0          | 2+3                               | 2+1                               | 0+1                               | 0                                 | 16               | 2                | 3                | 0                | 55       | 14     | 5           | 0          |
| S. Mbae        | -        | -       | -           | -          | 1+0                               | 0                                 | 0                                 | 0                                 | -                | -                | -                | -                | 1        | 0      | 0           | 0          |
| K. Mbappé      | 29       | 15      | 2           | 0          | 3+3                               | 2+3                               | 0                                 | 0                                 | 9                | 6                | 0                | 0                | 44       | 26     | 2           | 0          |
| B. Mendy       | 25       | 0       | 6           | 1          | 2+2                               | 1+0                               | 0+1                               | 0                                 | 10               | 0                | 3                | 1                | 39       | 1      | 10          | 2          |
| J. Mexique     | -        | -       | -           | -          | -                                 | -                                 | -                                 | -                                 | -                | -                | -                | -                | -        | -      | -           | -          |
| J. Moutinho    | 31       | 2       | 0           | 0          | 4+4                               | 1+1                               | 0+1                               | 0                                 | 13               | 0                | 1                | 0                | 52       | 4      | 2           | 0          |
| T. Muyumba     | -        | -       | -           | -          | 1+0                               | 0                                 | 0                                 | 0                                 | -                | -                | -                | -                | 1        | 0      | 0           | 0          |
| K. N'Doram     | 5        | 0       | 0           | 0          | 2+0                               | 1+0                               | 1+0                               | 0                                 | 1                | 0                | 0                | 0                | 8        | 1      | 1           | 0          |
| P. Nguinda     | -        | -       | -           | -          | 1+0                               | 0                                 | 0                                 | 0                                 | -                | -                | -                | -                | 1        | 0      | 0           | 0          |
| A. Raggi       | 14       | 0       | 0           | 0          | 5+3                               | 0                                 | 0                                 | 1+0                               | 15               | 0                | 1                | 0                | 37       | 0      | 1           | 1          |
| D. Sidibé      | 29       | 2       | 7           | 0          | 2+4                               | 0                                 | 1+0                               | 0                                 | 12               | 1                | 3                | 0                | 47       | 3      | 11          | 0          |
| B. Silva       | 37       | 8       | 3           | 0          | 3+3                               | 0                                 | 0                                 | 0                                 | 15               | 3                | 1                | 0                | 58       | 11     | 4           | 0          |
| D. Subašić     | 36       | -28     | 1           | 0          | 0+4                               | -5                                | 0                                 | 0                                 | 14               | -19              | 2                | 0                | 54       | -52    | 3           | 0          |
| S. Sy          | 1        | -0      | 0           | 0          | -                                 | -                                 | -                                 | -                                 | 0                | 0                | 0                | 0                | 1        | 0      | 0           | 0          |
| C. Tirard      | 0        | 0       | 0           | 0          | 0                                 | 0                                 | 0                                 | 0                                 | -                | -                | -                | -                | 0        | 0      | 0           | 0          |
| M. Tisserand   | 1        | 0       | 1           | 0          | -                                 | -                                 | -                                 | -                                 | 0                | 0                | 0                | 0                | 1        | 0      | 1           | 0          |
| A. Touré       | 15       | 0       | 0           | 0          | 3+4                               | 0                                 | 0                                 | 0                                 | 5                | 0                | 0                | 0                | 27       | 0      | 0           | 0          |
| A. Traoré      | 5        | 2       | 1           | 0          | 0+1                               | 0                                 | 0                                 | 0                                 | 1                | 0                | 0                | 0                | 7        | 2      | 1           | 0          |
| Vágner Love    | -        | -       | -           | -          | -                                 | -                                 | -                                 | -                                 | -                | -                | -                | -                | -        | -      | -           | -          |